# ASCOD
L'ASCOD (per les seves sigles en anglès Austrian Spanish Cooperation Developement), més conegut a Espanya com a Pizarro i a Àustria com a Ulan, és un vehicle de combat d'infanteria desenvolupat conjuntament per l'austríaca Steyr-Daimler-Puch- AG i l'espanyola Santa Bárbara Sistemas (ara part de General Dynamics).
A partir de l'ASCOD s'han desenvolupat múltiples variants del vehicle com un tanc lleuger amb un canó de 105 mm LT 105, un llançador de míssils SAM, un portamorters, un vehicle de comandament, ambulància i vehicle observador d'artilleria.

## Desenvolupament
L'ASCOD va ser dissenyat per reemplaçar els vells vehicles de transport d'infanteria de l'exèrcit espanyol i de l'exèrcit austríac, com el transport blindat de personal M113. L'Ulan, la versió austríaca, és un flexible complement al carro pesant Leopard 2, el que permet a Àustria tenir una força blindada d'intervenció ràpida. El primer prototip de l'ASCOD va ser provat el 1992 i va poder-se començar a produir quatre anys més tard. L'ASCOD és una solució moderna per actualitzar les unitats cuirassades d'ambdós exèrcits.
El projecte Pizarro formava part del projecte CUIRASSA posat en marxa per substituir els vells vehicles M113, el disseny del qual data dels anys 1960. Un programa similar s'havia posat en marxa a Àustria alhora. L'any 2005, l'Exèrcit Austríac estava equipat amb 112 Ulan i l'Exèrcit Espanyol amb 144 Pizarro. L'any 2004, el Ministeri de Defensa Espanyol va encarregar uns altres 212 vehicles (170 VCI/C, 5 VCPC, 28 VCOAV, 8 VCREC i 1 VCZ) Arxivat 2008-01-24 a Wayback Machine. per un valor de 707.5 milions d'Euros. Aquesta xifra, de l'any 2004, ha quedat retallada en el nombre de vehicles a 191 (106 VCI/C, 27 VCOAV, 10 VCREC i 48 VCZ), quedant en suspens si es realitzarà una tercera fase del programa Pizarro com estava previst en el projecte CUIRASSA.

## Característiques

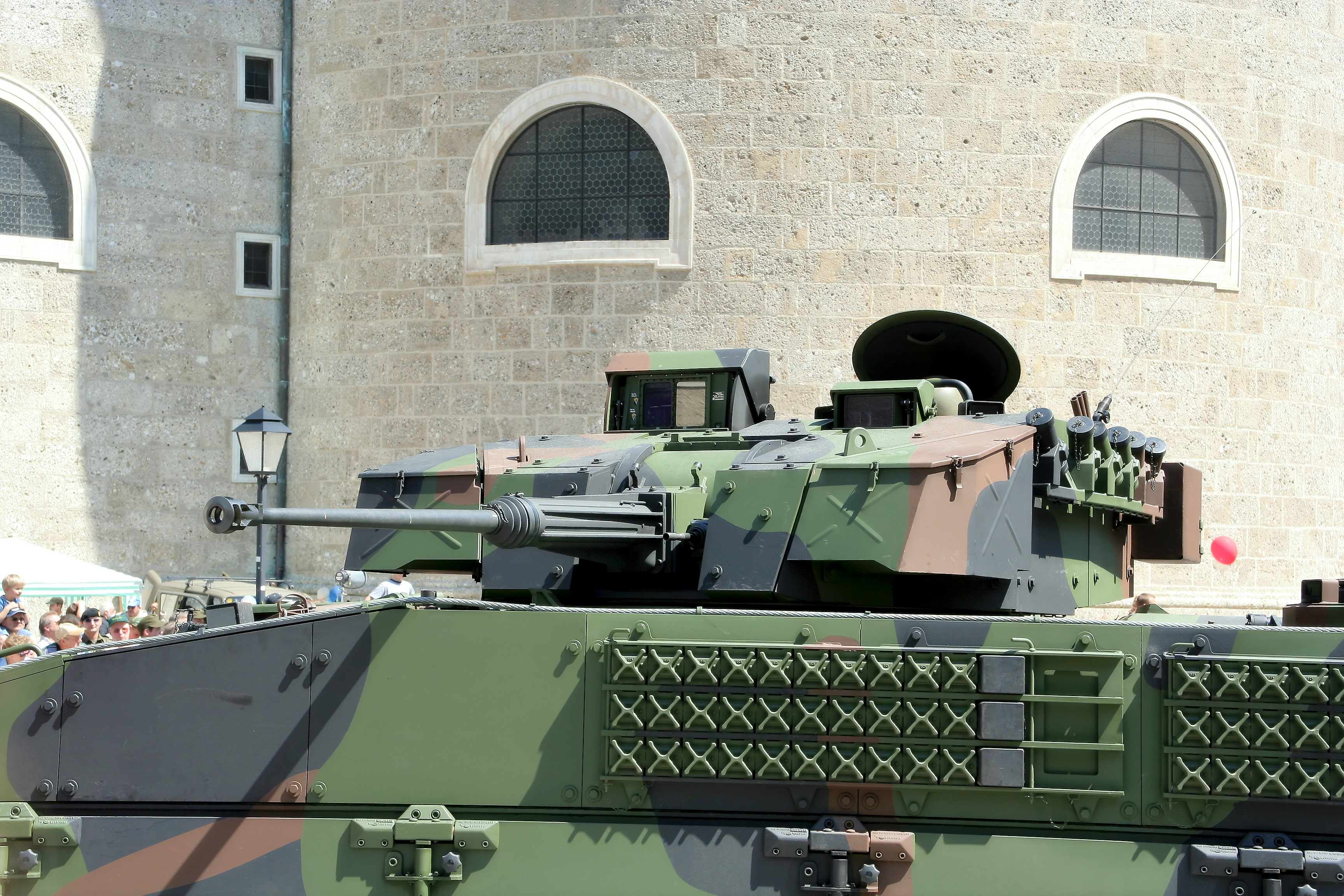
Detall de la torreta d'un Ulan de l'Exèrcit d'Àustria.

L'ASCOD disposa d'un canó automàtic Mauser de 30 mm en una torreta electromecànica amb un gir de 360 graus. La torreta està estabilitzada tant en el pla horitzontal com en el vertical. El control de foc el proporciona el sistema Mk-10 d'Indra amb balística digital computeritzada, canal tèrmic i làser. Futures versions del Mk-10 inclouran imatge termal VC2. L'armament secundari consisteix en una metralladora de 7.62 mm. L'armament és comparable al que té l'M2/M3 Bradley dels EUA o el CV90 de Suècia. La cuirassa de l'ASCOD està formada per una gruixuda cuirassa d'acer resistent a projectils de 14 mm disparats des de 500 m. A més a més està equipat amb una quantitat limitada de blindatge reactiu, amb possibilitat de ser augmentada en cas de necessitat. Amb ampliacions de xapes de metall pot assolir protecció per a munició de 30 mm.
El Pizarro està equipat amb un motor MTU 8 V 183 TE22 de 441 Kw (600 CV.) a 2300 r.p.m i 14,6 L (14.600 cm³), mentre que l'Ulan porta un MTU 8 V 199 TE20 de 530 Kw (720 CV.) a 2300 r.p.m i 15,9 L (15.900 cm³). Ambdós usen la transmissió hidromecànica Renk HSWL 106 C i suspensió de barra de torsió. A excepció dels de la II fase del programa Pizarro que duen instal·lat el motor de l'Ulan i una transmissió desenvolupada per SAPA PLACENCIA SG-850. La seva velocitat màxima és de 70 km/h

## Desplegament
L'exèrcit espanyol ha exposat públicament el Pizarro el Dia de les Forces Armades a Madrid.

## Versions

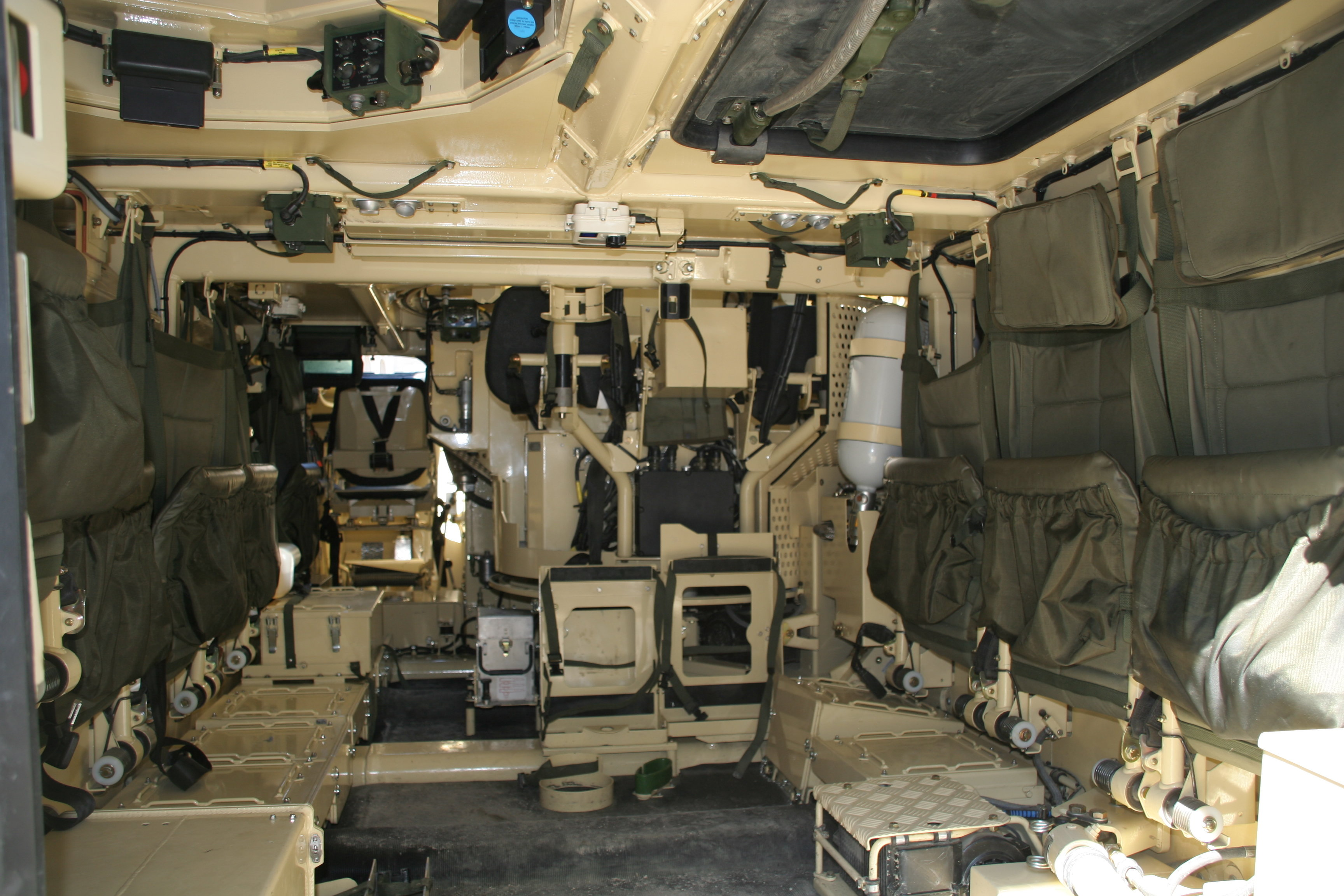
Detall de l'interior d'un Ulan.

- Pizarro - Versió Espanyola de l'ASCOD.
- Ulan - Versió Austríaca de l'ASCOD.
- LT 105 Light Tank - Carro de combat lleuger creat per a l'exportació amb una torreta dissenyada per General Dynamics i armat amb un canó de 105 mm.
- VCI/C - Vehicle de Combat Infanteria / Cavalleria.
- VCOAV - Vehicle d'Observació Avançada.
- VCREC - Vehicle de Recuperació
- VCPC - Vehicle de Post de Comandament.
- VCZ - Vehicle d'enginyers i sapadors.[3]